# Judo-Juniorenweltmeisterschaften 1974
Die Judo-Juniorenweltmeisterschaften 1974 wurden vom 14.–15. September 1974 in Rio de Janeiro, Brasilien, abgehalten. In diesen ersten Juniorenweltmeisterschaften durften ausschließlich männliche Teilnehmer bis 21 Jahren teilnehmen. Das Durchschnittsalter der Sportler lag bei 18,8 Jahren.

## Ergebnisse

### Männer
| Gewichtsklasse     | Gold              | Silber              | Bronze            |
| ------------------ | ----------------- | ------------------- | ----------------- |
| - 63 kg            | Alain Véret       | Hector Mangieri     | Anelson Guerra    |
| - 63 kg            | Alain Véret       | Hector Mangieri     | Chin-Fa Lin       |
| - 70 kg            | Katsunori Akimoto | Roberto Zuasnabar   | Aristotel Spirov  |
| - 70 kg            | Katsunori Akimoto | Roberto Zuasnabar   | Alain Cyr         |
| - 80 kg            | Kami Hichijo      | Yang-Ki Chung       | Jaroslaw Brawata  |
| - 80 kg            | Kami Hichijo      | Yang-Ki Chung       | Oscar Strático    |
| - 93 kg            | Viktor Betanov    | Robert Van De Walle | Gary Hirose       |
| - 93 kg            | Viktor Betanov    | Robert Van De Walle | Günter Neureuther |
| + 93 kg            | Tsuyoshi Yoshioka | Kurt Eulberg        | Tengiz Khubuluri  |
| + 93 kg            | Tsuyoshi Yoshioka | Kurt Eulberg        | Alex Ives         |
| Quelle: Judoinside |                   |                     |                   |